# 吳元春
吳元春（?—?），福建連江县西铺人，清朝政治人物、同進士出身。
乾隆四年（1739年）己未科進士，擔任通海县知县。